# Bosseln (Reha-Sport)

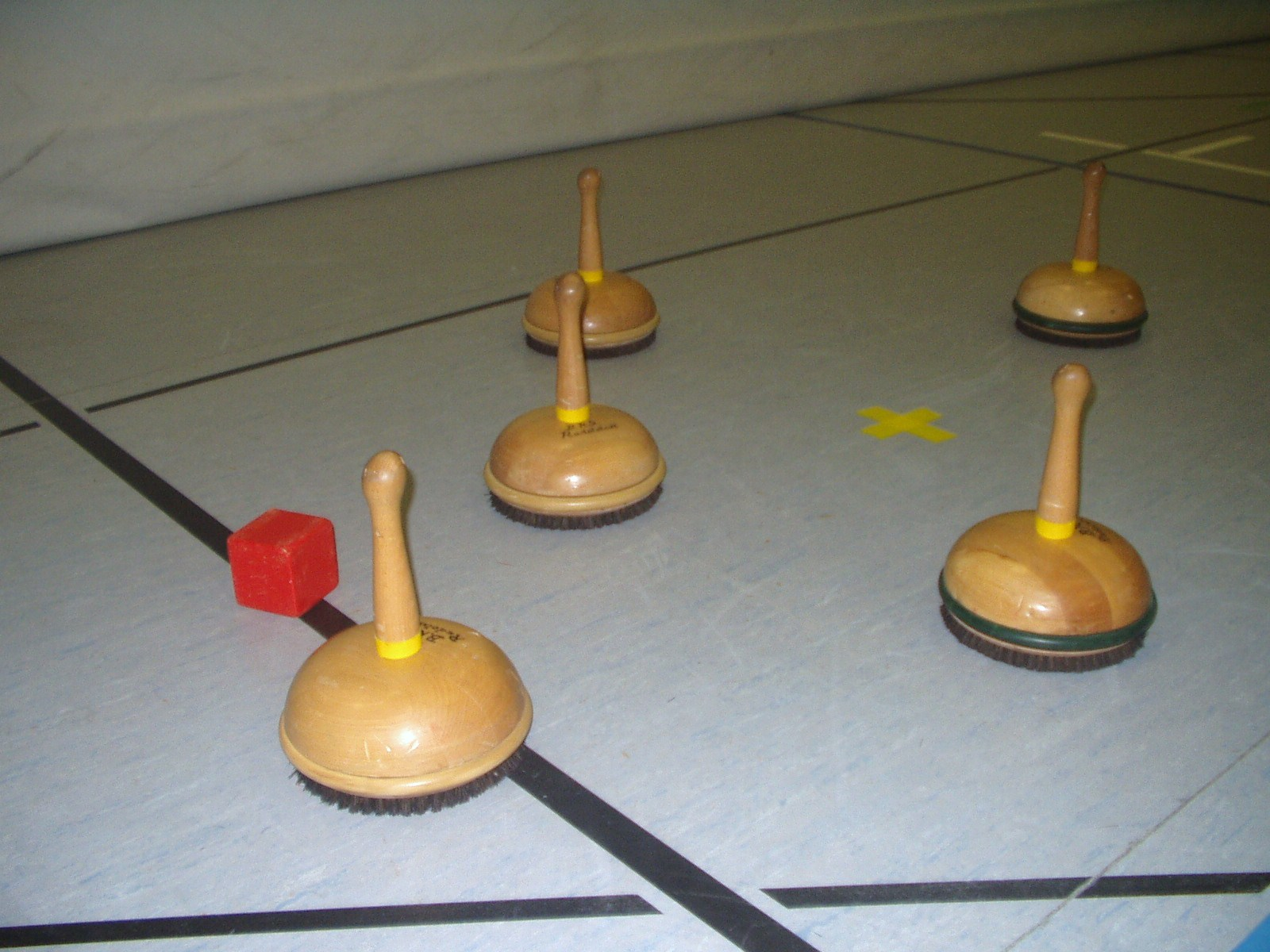
Zielfeld mit Bosseln und Daube

Bosseln ist eine nicht-paralympische Sportart für den Bereich des Behinderten- und Reha-Sportes. Es ist beim Deutschen Behindertensportverband –
National Paralympic Committee Germany, als nationales Spiel gelistet. Es werden jährlich Landes- und Deutsche Meisterschaften ausgetragen.
Es ähnelt in Aufbau und Regeln dem Stockschießen. Die hölzernen Schiebestöcke werden als Bosseln bezeichnet. Gespielt wird ausschließlich in Turnhallen.
Bosseln hat mit der Sportart Boßeln trotz ähnlicher Schreibweise nichts gemeinsam.

## Spiel
Das Spielfeld umfasst eine 12 m (bei Frauen 10 m) lange Wurfbahn sowie ein sich daran anschließendes 4 m langes Zielfeld. Es spielen jeweils zwei Mannschaften mit drei Spielern gegeneinander, zu jeder Mannschaft gehört ein zusätzlicher Mannschaftsführer. Sogenannte Mixed-Mannschaften (zwei Frauen und zwei Männer, wobei pro Spiel jeweils nur drei aktiv sind) sind gestattet und werden in Wettbewerben in die Gruppe der Herrenmannschaften eingegliedert. Jeder Spieler einer Mannschaft hat pro Durchgang einen Wurf.
Durch abwechselnde Würfe wird nun versucht die Bosseln  nahe an die Daube heranzubringen. Dabei darf man durchaus gegnerische Bossel mit dem Wurf aus dem Zielfeld entfernen oder auch die Daube selbst (wie beim Boule-Spiel) positionell verändern.

### Gewinn
Alle Bosseln im Zielfeld erhalten Wurfpunkte. Der am nächsten an der Daube platzierte Bossel erhält zwei Punkte, alle anderen je einen. Gewonnen hat die Mannschaft, die nach sechs Durchgängen die meisten Punkte erzielt hat.